# Fjällkremla
Fjällkremla (Russula nana) är en svampart som beskrevs av Killerm. 1936. Fjällkremla ingår i släktet kremlor och familjen kremlor och riskor.  Arten är reproducerande i Sverige. Inga underarter finns listade i Catalogue of Life.